# Кристоф Амбергер
Кристоф Амбергер (нім. Christoph Amberger; бл. 1500—1561 або 1562, Аугсбург) — німецький художник.

## Біографія
У 1530 році Амбергер був прийнятий в цех художників Аугсбурга, де він і працював аж до своєї смерті, спеціалізуючись в основному на портретах. Амбергер вивчав живопис у Л. Бека в Аугсбурзі. Амбергер вважається видатним художником покоління, наступного за Дюрером і Бургкмайром. У 1530 році Амбергер отримав звання майстра, необхідне в Середні століття для того, щоб стати громадянином Аугсбурга і користуватися всіма громадянськими правами. Зберігся цілий ряд портретів його відомих і шанованих сучасників. Так Амбергер написав численні портрети патриціїв Аугсбурга і їх дружин, а також портрети Карла V, що заклали основу успіху художника, а також портрети Георга фон Фрундсберга, Конрада Пейтінгера, Фуггеров і Вельзеров, а також відомий портрет космографа Себастьяна Мюнстера. У 1548 році Амбергер познайомився з Тіціаном. Найзначнішим твором Амбергер вважається панель головного вівтаря аугсбургского кафедрального собору, створена в 1554 році після того, як був знищений вівтар роботи Ганса Гольбейна Старшого. Крім цього збереглося близько 30 малюнків Амбергер.

## Твори

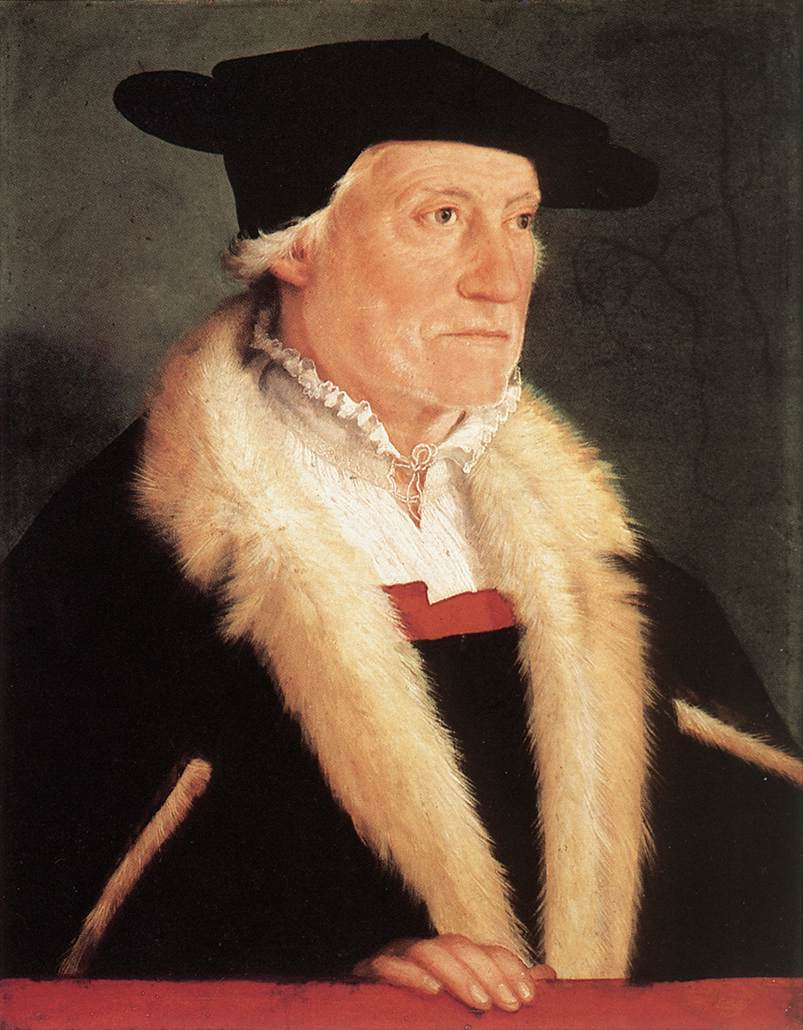
Портрет космографа Себастьяна Мюнстера. Ок. 1545. Берлінська картинна галерея
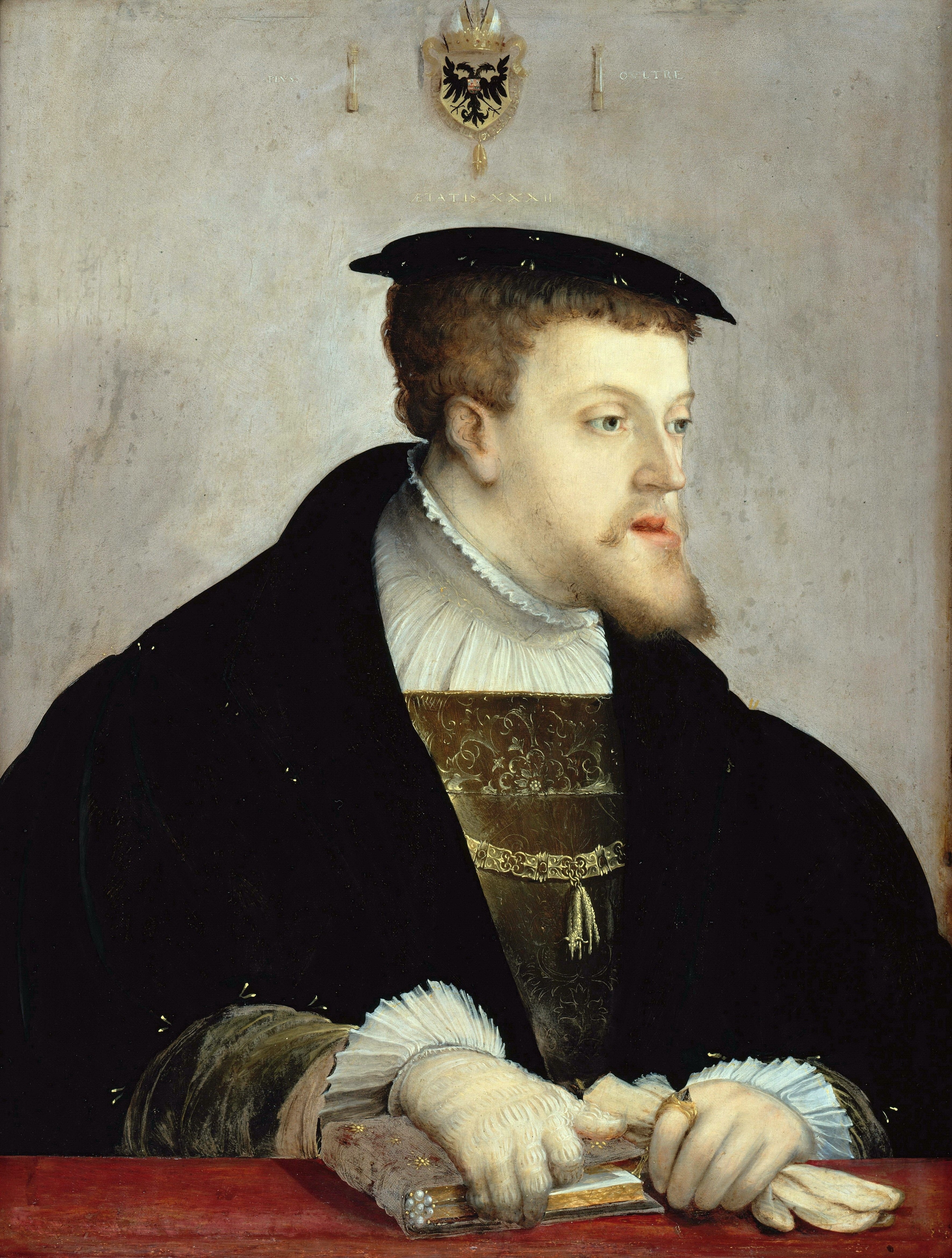
Портрет Карла V. бл. 1532. Берлінська картинна галерея
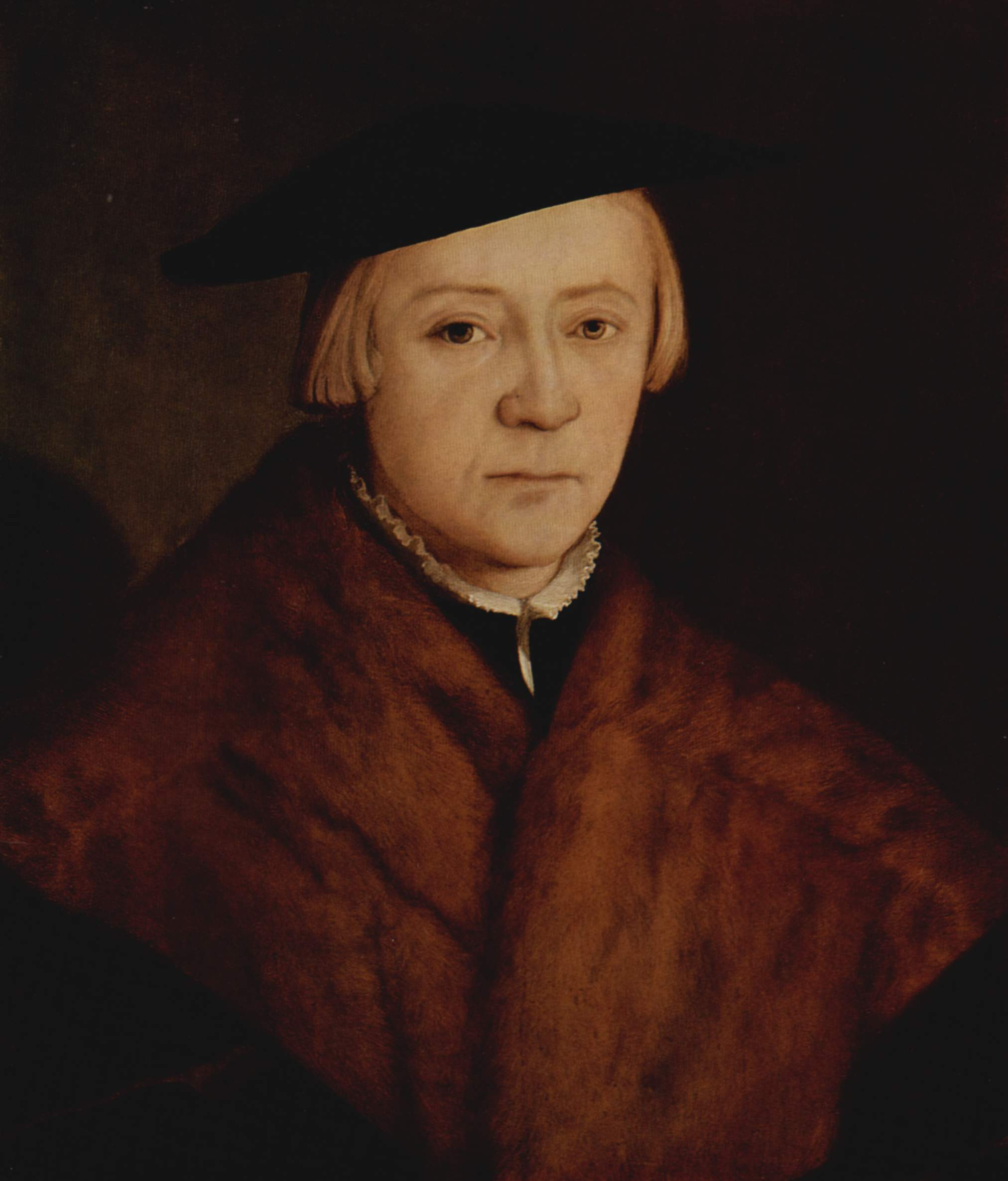
Чоловічий портрет. бл. 1545. Ермітаж. Санкт-Петербург
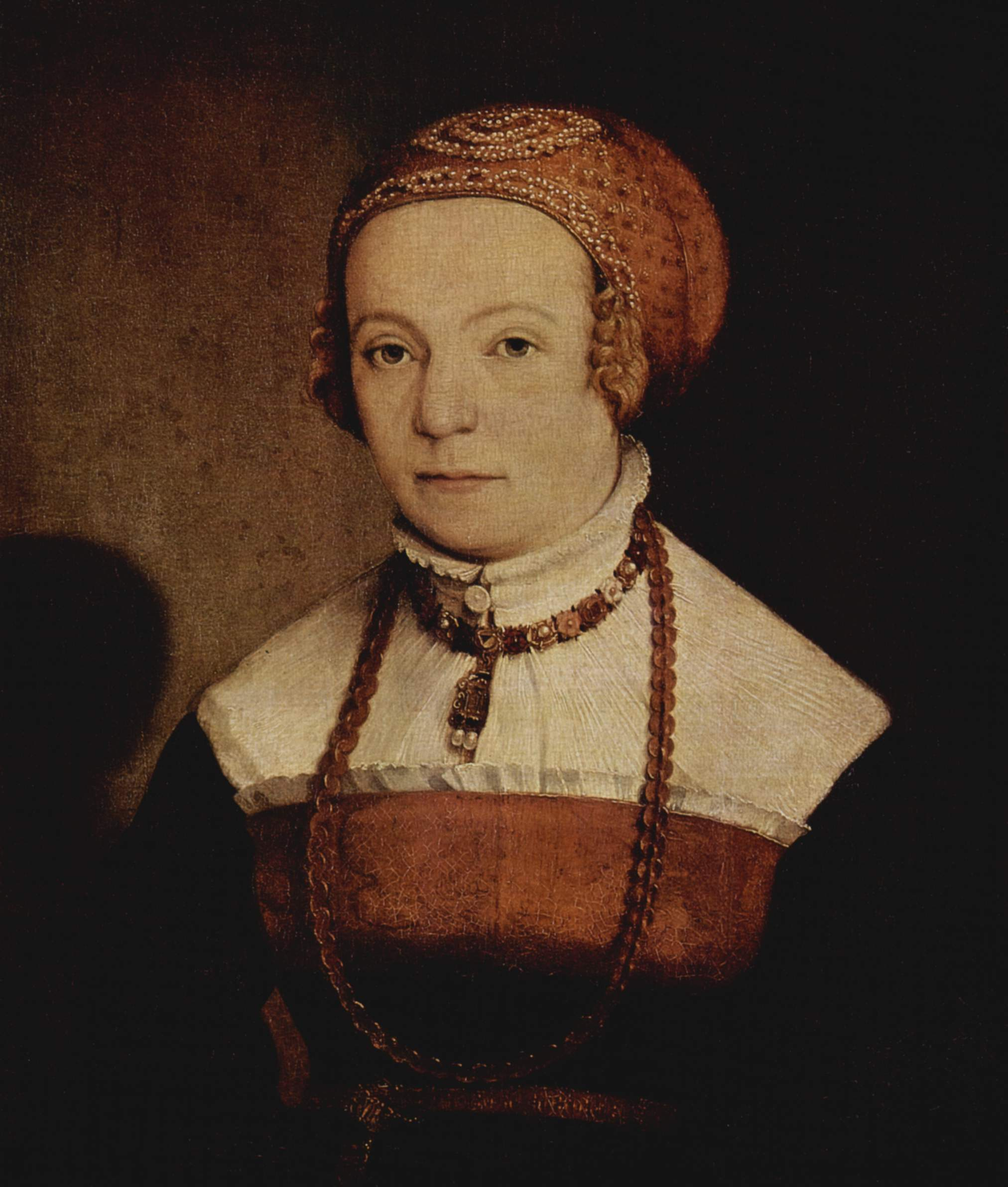
Жіночій портрет. бл. 1545. Ермітаж. Санкт-Петербург
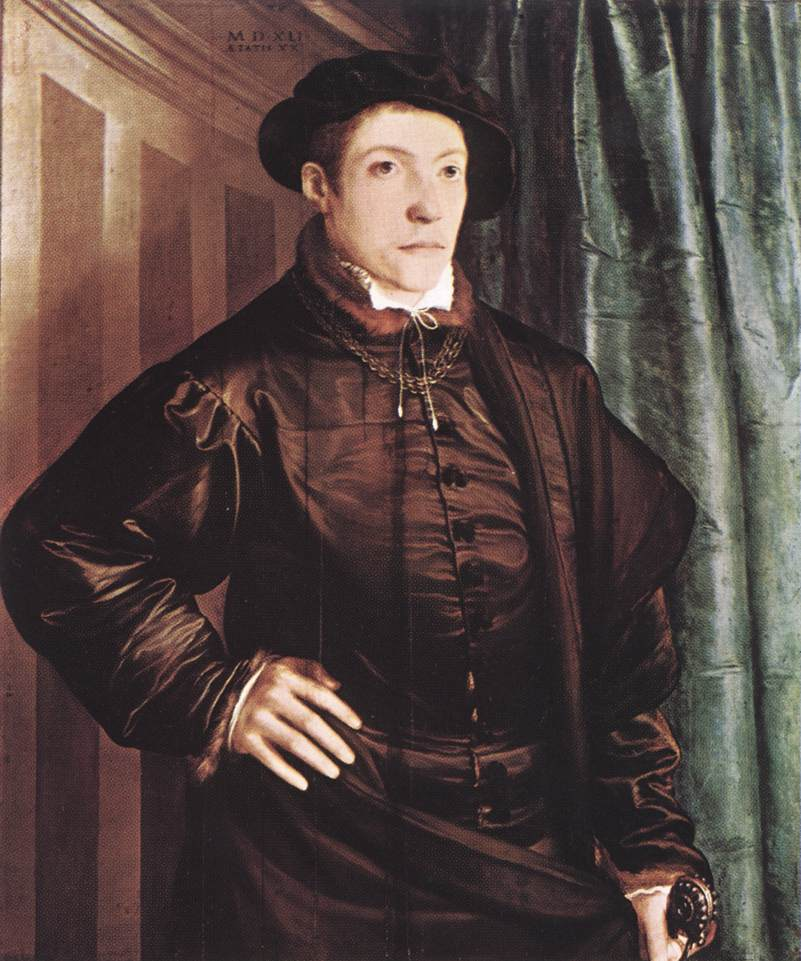
Портрет Христофа Фуггера. бл. 1541. Стара пінакотека. Мюнхен